# Carmen (verso)
Un carmen, término latino que proviene de canmen, con su raíz  cano, "cantar", tenía generalmente un significado de verso en la Antigua Roma, pero en sentido propio, se refería a un hechizo o plegaria como forma de expiación o execración, Son ejemplos conocidos el Carmen Arvale y el Carmen Saliare.
Hechizos y encantamientos eran utilizados para diversos propósitos. Si se hacía un hechizo para dañar a alguien, el Estado podía intervenir para protegerlo. Por ejemplo, no era nada raro que un agricultor que hubiese tenido una mala cosecha hubiera acusado a otro de haber atraído sus cultivos a distancia por medio de un carmen. Tíbulo, se queja en un poema de que una mujer ha embrujado a Maratho, y aprovecha esta oportunidad para relatar varias historias de brujas, como la posibilidad de transferir cosechas de un campo a otro. De forma similar, Plinio el Viejo escribe en su Naturalis Historia (XVIII, 8) que cierto liberto, Furio, mediante el uso de mejores herramientas y mejores prácticas que su vecino, obtuvo cosechas más ricas con una extensión de tierra más pequeña. El vecino le obligó a presentarse ante la asamblea tribal, acusándole de haber hechizado su campo. Sin embargo, cuando la asamblea comprobó que sus esclavos estaban bien alimentados y sus herramientas de labor como azadas, rastrillos y arados, le absolvió de hechicería.
Fue utilizado, también tomando el ejemplo del canto amebeo de origen griego, en los Idilios de Teócrito. Los Carmina convivalia fueron llamados después cantos, en versos saturnios, que se cantaban en los banquetes y los Carmina triumphalia, que se improvisaban, también en versos saturnios, para alabar el triunfo de un cónsul romano. El Carmen Saeculare debía ser cantado por un coro de niños durante los Juegos Seculares, que se celebraban una vez cada 100 años.
Pero también, el término "carmen" es utilizado para indicar diferentes tipos de poesía, respuestas proféticas o fórmulas mágicas. Por tanto, los poetas que definían su propia poesía como "carmen", es posible que deseasen indicar una conexión con un ámbito mágico y sagrado. Incluso las sentencias de las leyes de las Doce Tablas se definieron como carmina.

## Canto
Era usual que los encantamientos se cantaran. Por ejemplo, en ritos mágicos, cuyo objetivo era inducir a un hueso dislocado o roto que se arreglase uniéndose, el encantamiento se hacía cantándolo (cantare). Tíbulo escribe que una hechicera compuso un encanto para él, que debía ser cantado tres veces, para, a continuación, escupir y, entonces, el esposo de Delia creería los chismes sobre otros amantes de Delia, pero no sobre ella y Tibulo.
Las dos plegarias romanas más antiguas conocidas, el Carmen Arvale y el Carmen Saliare se hacían cantadas. Tito Livio escribió que "los sacerdotes saltaban y pasaban por la ciudad cantando sus himnos" en las Ambarvalia. Hay razones para creer que las viejas plegarias que Catón ha preservado en su tratado sobre la agricultura estaban originalmente en forma métrica, pero en las instrucciones dadas a los creyentes, el verbo dicito, y no cantato, precede a la plegaria, lo que muestra que, en los tiempos de Catón, al menos, esas plegarias se "decían" en lugar de ir cantadas. Sin embargo, estas plegarias, incluso en la forma en que se encuentran en esos tiempos, son predominantemente espondéicas, que cuadran con el lento movimiento del canto y con el carácter religioso solemne de los ritos. En las ceremonias destinadas a descargar rayos desde el cielo, se usaban encantamientos.

## Repetición
El encantamiento mágico se caracteriza por su repetición. Por ejemplo, el encantamiento de la amante en la octava Égloga de Virgilio, se repite nueve veces, y el encantamiento que la hechicera formula para Tíbulo debía ser pronunciado tres veces. El final de la oración a Pales es el siguiente: "Con estas palabras la diosa debe ser apaciguado. De cara al este, pronunciarlas cuatro veces..."
Los versos del Carmen Saliare se cantaban tres veces, como los sacerdotes saltadores de Marte que danzaban en medida triple. W. Warde Fowler, que en general no está inclinado a identificar hechizo con plegaria, escribe en su obra La experiencia religiosa del pueblo romano (1911) que los versos "parecen ciertamente pertenecer más bien al área de la magia que a la propia religión". La repetición también es característica de la Carmen Arvale y de la plegaria de los Fratres Attiedii.

## Edad Media
Durante la Edad Media, los poemas de carácter histórico y guerrero, fueron llamados "carmina", como el Carmen de bello saxonico, escrita entre 1075 y 1076 en versos leoninos, se supone que por Guy d'Amiens o el Carmen in victoriam Pisanorum, anónimo, en versos formados por un settenario esdrújulo a continuación y un ottonario o incluso el Carmen de bello mediolanensium adversus Comenses que data de alrededor de 1127 escrito en hexámetros por Marcus Cumano.
También el término carmen puede encontrarse en géneros tan diversos como los Carmina Burana, cantos típicos de goliardos, y Carmina cantabrigiensia de alrededor de 1050, que consistían en una colección de poesía sagrada y profana.